# Németország az Eurovíziós Dalfesztiválokon
Németország eddig hatvannyolc alkalommal vett részt az Eurovíziós Dalfesztiválon.
A német műsorsugárzó az ARD, amely 1952 óta tagja az Európai Műsorsugárzók Uniójának, és 1956-ban csatlakozott a versenyhez.
Németország eddig két alkalommal, 1982-ben és 2010-ben aratott győzelmet.

## Története

### Évről évre
Németország egyike annak a hét országnak, melyek részt vettek a legelső, 1956-os Eurovíziós Dalfesztiválon.
A kezdeti években nem tartoztak a sikeres országok közé, 1964-ben és 1965-ben sorozatban kétszer nulla ponttal az utolsó helyen zártak. Ezt a későbbi években még három másik utolsó hely követte.
1970-ben először tudtak a dobogón végezni, és a következő két évben ott is maradtak; három egymást követő évben végeztek a harmadik helyen. A nyolcvanas években érték el legnagyobb sikereiket, főleg Ralph Siegel dalszerzőnek köszönhetően. (Siegel összesen tizennégy alkalommal volt a német versenydal szerzője, utoljára 2003-ban.) 1979 és 1982 között minden évben az ő szerzeményével neveztek: egy negyedik hely, és sorozatban két második hely után 1982-ben aratták első, és egészen 2010-ig egyetlen győzelmüket. Az első győzelmet még két újabb második hely követte néhány éven belül. 1977 és 1987 között mindössze egyszer nem tudtak az első tízben végezni.
Ezt követően eredményeik leromlottak, 1995-ben mindössze egy pontot kapva zártak az utolsó helyen. A következő évben részt se vehettek, ugyanis 1996-ban rendhagyó módon egy előválogatót rendeztek, ahol nem tudtak továbbjutni. Ez az egyetlen alkalom a verseny történetében, hogy nem szerepeltek a döntőben, de így is Németország az egyetlen ország, amelyik mindegyik versenyre nevezett dalt.

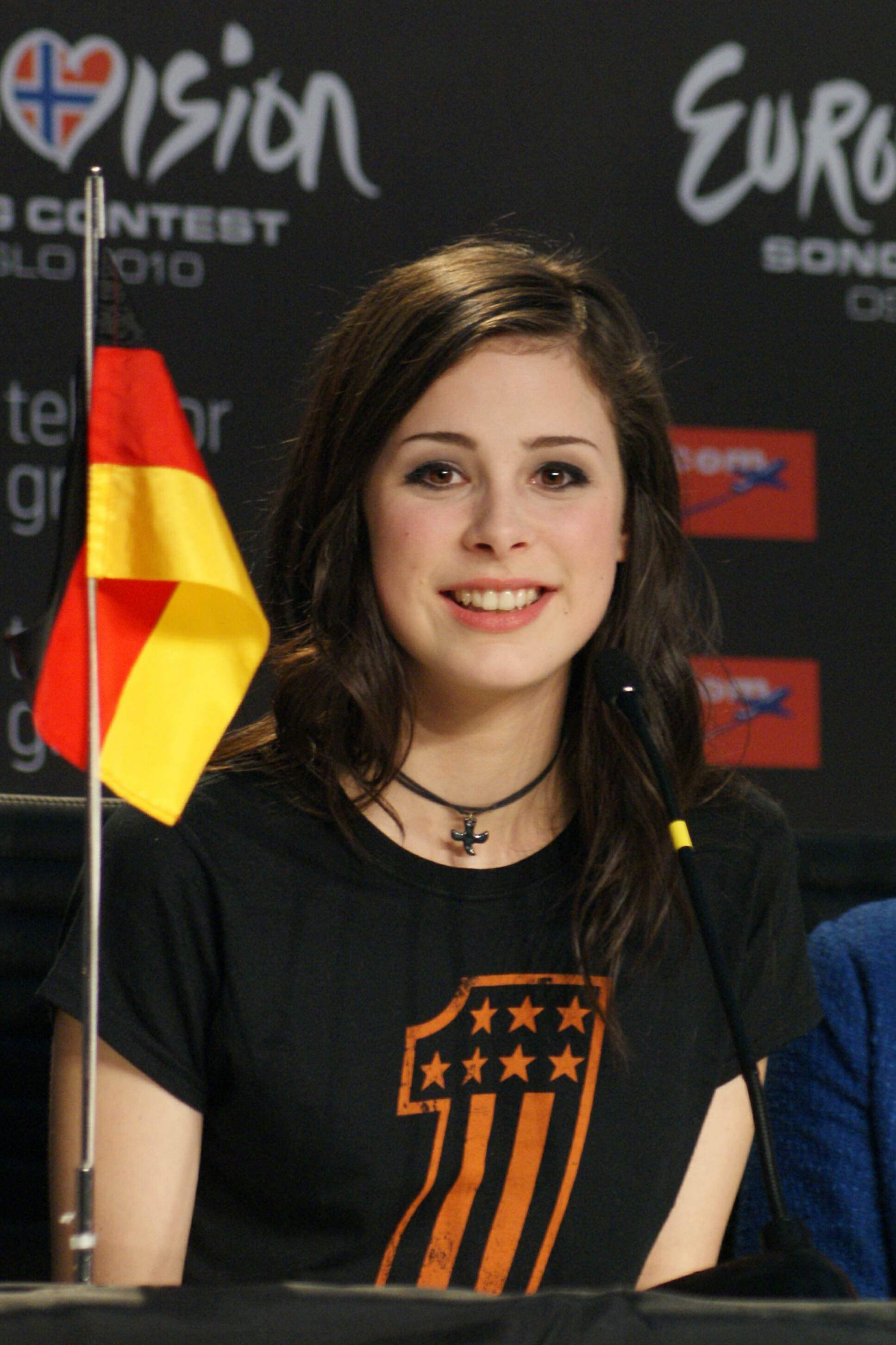
Lena, a 2010-es dalfesztivál győztese az egyik sajtótájékoztatón.

A 2000-ben bevezetett Négy Nagy státuszának köszönhetően minden évben automatikusan döntősek, és nem kell részt venniük az elődöntőben, ám a másik három országhoz hasonlóan gyakran a táblázat alján zártak az utóbbi években. Nagyot fordult a kocka 2010-ben, amikor sikerült Lena dalával, a Satellite-tal, második győzelmüket elérni, így a 2011-es Eurovíziós Dalfesztiválnak Düsseldorf adott otthont. A hazai versenyen az előző évben győztes Lena Meyer-Landrut vett részt újból, ekkor a tizedik helyen zárt. 2012-ben ismét sikerült bekerülniük a legjobb 10 közé, a következő két évben azonban a 21. és 18. helyen végeztek. 2015-ben 0 ponttal végeztek az utolsó helyen - a házigazdával, Ausztriával együtt. 2016-ban ismét utolsók lettek, 2017-ben pedig egy hellyel jobb eredményt értek el, amikor utolsó előttiek lettek. 2018-ban hat év után újra sikerült a legjobb 10 közé kerüli, Michael Schulte You Let Me Walk Alone című dalával negyedik helyen zártak. Érdekesség, hogy az alábbi dal kapta a legtöbb pontot Németország eurovíziós történelme során. A siker azonban nem tartott sokáig, hiszen a következő évben ismét rossz eredményt értek el. A S!sters utolsó előtti helyen végzett, valamint a nézői szavazás során nulla pontot kapott.
2020-ban a Ben Dolic képviselte volna az országot, azonban március 18-án az Európai Műsorsugárzók Uniója bejelentette, hogy 2020-ban nem tudják megrendezni a versenyt a COVID–19-koronavírus-világjárvány miatt. A német műsorsugárzó jóvoltából végül nem kapott újabb lehetőséget az ország képviseletére a következő évben. 2021-ben csak úgy, mint 2019-ben, ismét utolsó előttiek lettek és a nézői szavazás során nulla pontot kaptak. Rajtuk kívül az Egyesült Királyság, Spanyolország és a rendező Hollandia kapott szintén nulla pontot a nézőktől. 2022-ben utolsók lettek a döntőben, a zsűri szavazáson nem kaptak pontot, a nézői szavazáson csupán 6 pontot sikerült összegyűjteniük. 2023-ban a Németországot képviselő Lord of the Lost is utolsó helyen zárt Liverpoolban. 2024-ben tizenkettedikek lettek. 2025-ben a a Bécsben élő magyar származású testvérpár, Bornemisza Attila és Tünde, művésznevükön Abor & Tynna képviselte az országot. Versenydaluk, a Baller tizenötödik helyen zárta a versenyt.

### Nyelvhasználat
Németország eddigi hatvannyolc versenydalából negyvenkettő német nyelven, húsz angol nyelven, hat kevert nyelven: három angol és német, egy angol és török, egy német és francia nyelven adták elő, míg 1999-ben pedig egy négy nyelvet megszólaltató dallal neveztek.
A dalverseny első éveiben nem vonatkozott semmilyen szabályozás a nyelvhasználatra. Ekkor egyszer, 1961-ben neveztek egy francia nyelvű részeket is tartalmazó dallal. 1966-tól az EBU bevezette azt a szabályt, hogy mindegyik dalt az adott ország egyik hivatalos nyelvén kell előadni, vagyis Németország indulóinak német nyelven. Ezt a szabályt 1973 és 1976 között rövid időre eltörölték. Ekkor 1975-ben egy német és angol kevert nyelvű dallal neveztek, 1977-ben pedig egy angol dallal. 1977-ben már ismét érvénybe lépett a nyelvi szabály, de ekkor Németország és Belgium kivételesen mentesült ez alól, mert már korábban kiválasztották indulójukat.
A nyelvhasználatot korlátozó szabályt 1999-ben véglegesen eltörölték, és azóta főleg angol nyelvű dalokkal neveztek.

### Nemzeti döntő
Németország nemzeti döntője a Vorentscheid, és néhány kivételtől eltekintve az ország debütálása óta minden alkalommal megrendezték.
Kezdetekben egy zsűri választotta ki az indulók közül a nyertest. Ettől a lebonyolítási módtól ritkán tértek el, például 1972-ben kétfordulós volt a szavazás.
1979-től vált jellemzővé az a szavazási módszer, hogy egy több száz fős, a német lakosságot reprezántáló csoport szavazatai alapján választották ki a győztest. Ez 1988-ig maradt érvényben, a következő évben már telefonos szavazást alkalmaztak.
1993 és 1995 között nem rendeztek nemzeti döntőt, de utána visszatértek a korábbi formátumhoz. 2000-ben másfél millióan szavaztak, és a szavazatok több mint felét Stefan Raab kapta. 2002-ben a The Kelly Family, 2004-ben a Scooter is versenyzett, de nem sikerült elnyerniük a részvétel jogát. 2006 és 2008 között a korábbiaknál kevesebb előadó részvételével rendezték a nemzeti döntőt. 2006-ban az 1972-es Eurovíziós Dalfesztivál győztese, Vicky Leandros is indult.

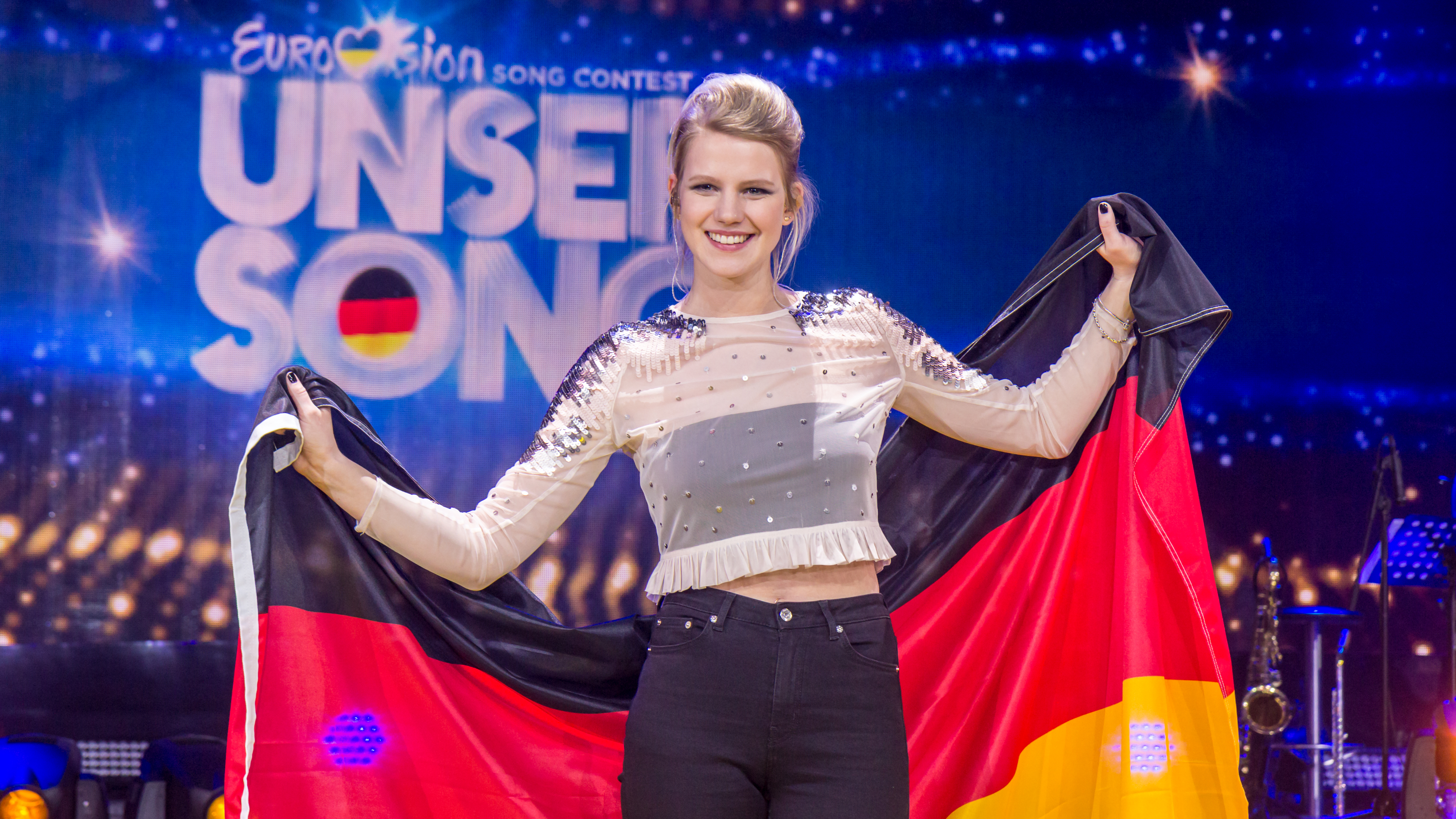
Levina, a 2017-es döntő nyertese

2009-ben – 1995 óta először – a nemzeti döntő nélküli belső kiválasztás mellett döntött a német tévé, de már ekkor megerősítették, hogy a következő évben visszatérnek a nemzeti válogatóhoz. 2010-ben először, castingshow formátumú tehetségkutatót rendeztek Unser Star für Oslo címmel, mely kifejezetten sikeresnek bizonyult, hiszen sikerült megnyerniük az Eurovíziós Dalversenyt. 2011-ben az első széria győztesét indították újra, Lenát, akinek az Unser Song für Deutschland című műsorban választottak dalt. Majd ezt követő években a 2010-eshez hasonló módon megtartották az Unser Star für Bakut, amely szintén tehetségkutató műsorként funkcionált. A műsort 2013 és 2019 között ismét nemzeti döntőként rendezték meg, de ekkor már csak egyetlen adást rendeztek. 2020-ban és 2021-ben a sorozatos rossz eredmények megszerzése után belső kiválasztással jelölték ki a német indulót.
2022-ben egy új formátummal, a Germany 12 Points elnevezésű nemzeti döntővel próbálkoznak. A döntőben az online szavazás mellett telefonos és SMS szavazással dönthetik el a nézők, hogy ki képviselje az országot Olaszországban.

## Résztvevők
| Év   | Előadó                        | Dal                                       | Magyar fordítás                              | Döntő                          | Pontszám                       | Elődöntő          | Pontszám          |
| ---- | ----------------------------- | ----------------------------------------- | -------------------------------------------- | ------------------------------ | ------------------------------ | ----------------- | ----------------- |
| 1956 | Walter Andreas Schwarz        | Im Wartesaal zum großen Glück             | A nagy boldogságra várva                     | Nincs adat                     | Nincs adat                     | Nem volt elődöntő | Nem volt elődöntő |
| 1956 | Freddy Quinn                  | So geht das jede Nacht                    | Így megy ez minden éjjel                     | Nincs adat                     | Nincs adat                     | Nem volt elődöntő | Nem volt elődöntő |
| 1957 | Margot Hielscher              | Telefon, Telefon                          | —                                            | 4.                             | 8                              | Nem volt elődöntő | Nem volt elődöntő |
| 1958 | Margot Hielscher              | Für zwei Groschen Musik                   | Kétfilléres zene                             | 7.                             | 5                              | Nem volt elődöntő | Nem volt elődöntő |
| 1959 | Alice és Ellen Kessler        | Heute abend wollen wir tanzen geh'n       | Ma éjjel táncolni szeretnénk                 | 8.                             | 5                              | Nem volt elődöntő | Nem volt elődöntő |
| 1960 | Wyn Hoop                      | Bonne nuit, ma chérie                     | Jó éjt, drágám                               | 4.                             | 11                             | Nem volt elődöntő | Nem volt elődöntő |
| 1961 | Lale Andersen                 | Einmal sehen wir uns wieder               | Újra találkozni fogunk                       | 13.                            | 3                              | Nem volt elődöntő | Nem volt elődöntő |
| 1962 | Conny Froboess                | Zwei kleine Italiener                     | Két kis olasz                                | 6.                             | 9                              | Nem volt elődöntő | Nem volt elődöntő |
| 1963 | Heidi Brühl                   | Marcel                                    | Marcell                                      | 9.                             | 5                              | Nem volt elődöntő | Nem volt elődöntő |
| 1964 | Nora Nova                     | Man gewöhnt sich so schnell an das Schöne | Milyen gyorsan hozzászokunk a szép dolgokhoz | 13.                            | 0                              | Nem volt elődöntő | Nem volt elődöntő |
| 1965 | Ulla Wiesner                  | Paradies, wo bist du?                     | Hol vagy, Édenkert?                          | 15.                            | 0                              | Nem volt elődöntő | Nem volt elődöntő |
| 1966 | Margot Eskens                 | Die Zeiger der Uhr                        | Az óra mutatói                               | 10.                            | 7                              | Nem volt elődöntő | Nem volt elődöntő |
| 1967 | Inge Brück                    | Anouschka                                 | Annuska                                      | 8.                             | 7                              | Nem volt elődöntő | Nem volt elődöntő |
| 1968 | Wencke Myhre                  | Ein Hoch der Liebe                        | Éljen a szerelem                             | 6.                             | 11                             | Nem volt elődöntő | Nem volt elődöntő |
| 1969 | Siw Malmkvist                 | Primaballerina                            | Balett-táncos                                | 9.                             | 8                              | Nem volt elődöntő | Nem volt elődöntő |
| 1970 | Katja Ebstein                 | Wunder gibt es immer wieder               | A csodák újra megtörténnek                   | 3.                             | 12                             | Nem volt elődöntő | Nem volt elődöntő |
| 1971 | Katja Ebstein                 | Diese Welt                                | Ez a világ                                   | 3.                             | 100                            | Nem volt elődöntő | Nem volt elődöntő |
| 1972 | Mary Roos                     | Nur die Liebe läßt uns leben              | Csak a szerelem éltet minket                 | 3.                             | 107                            | Nem volt elődöntő | Nem volt elődöntő |
| 1973 | Gitte                         | Junger Tag                                | Fiatal nap                                   | 8.                             | 85                             | Nem volt elődöntő | Nem volt elődöntő |
| 1974 | Cindy és Bert                 | Die Sommermelodie                         | A nyári dal                                  | 14.                            | 3                              | Nem volt elődöntő | Nem volt elődöntő |
| 1975 | Joy Fleming                   | Ein Lied kann eine Brücke sein            | Híd lehet egy dal                            | 17.                            | 15                             | Nem volt elődöntő | Nem volt elődöntő |
| 1976 | Les Humphries Singers         | Sing Sang Song                            | Dalold a dalt                                | 15.                            | 12                             | Nem volt elődöntő | Nem volt elődöntő |
| 1977 | Silver Convention             | Telegram                                  | Távirat                                      | 8.                             | 55                             | Nem volt elődöntő | Nem volt elődöntő |
| 1978 | Ireen Sheer                   | Feuer                                     | Tűz                                          | 6.                             | 84                             | Nem volt elődöntő | Nem volt elődöntő |
| 1979 | Dschinghis Khan               | Dschinghis Khan                           | Dzsingisz kán                                | 4.                             | 86                             | Nem volt elődöntő | Nem volt elődöntő |
| 1980 | Katja Ebstein                 | Theater                                   | Színház                                      | 2.                             | 128                            | Nem volt elődöntő | Nem volt elődöntő |
| 1981 | Lena Valaitis                 | Johnny Blue                               | —                                            | 2.                             | 132                            | Nem volt elődöntő | Nem volt elődöntő |
| 1982 | Nicole                        | Ein bißchen Frieden                       | Egy kis béke                                 | 1.                             | 161                            | Nem volt elődöntő | Nem volt elődöntő |
| 1983 | Hoffmann és Hoffmann          | Rücksicht                                 | Figyelmesség                                 | 5.                             | 94                             | Nem volt elődöntő | Nem volt elődöntő |
| 1984 | Mary Roos                     | Aufrecht geh'n                            | Emelt fővel járj                             | 13.                            | 34                             | Nem volt elődöntő | Nem volt elődöntő |
| 1985 | Wind                          | Für alle                                  | Mindenkinek                                  | 2.                             | 105                            | Nem volt elődöntő | Nem volt elődöntő |
| 1986 | Ingrid Peters                 | Über die Brücke geh'n                     | Átkelni a hídon                              | 8.                             | 62                             | Nem volt elődöntő | Nem volt elődöntő |
| 1987 | Wind                          | Laß die Sonne in dein Herz                | Engedd a Napot a szívedbe                    | 2.                             | 141                            | Nem volt elődöntő | Nem volt elődöntő |
| 1988 | Maxi & Chris Garden           | Lied für einen Freund                     | Dal egy barátnak                             | 14.                            | 48                             | Nem volt elődöntő | Nem volt elődöntő |
| 1989 | Nino de Angelo                | Flieger                                   | Szárnyalók                                   | 14.                            | 46                             | Nem volt elődöntő | Nem volt elődöntő |
| 1990 | Chris Kempers és Daniel Kovac | Frei zu leben                             | Szabadon élni                                | 9.                             | 60                             | Nem volt elődöntő | Nem volt elődöntő |
| 1991 | Atlantis 2000                 | Dieser Traum darf niemals sterben         | Ennek az álomnak sose szabad véget érnie     | 18.                            | 10                             | Nem volt elődöntő | Nem volt elődöntő |
| 1992 | Wind                          | Träume sind für alle da                   | Az álmok mindenkiért vannak                  | 16.                            | 27                             | Nem volt elődöntő | Nem volt elődöntő |
| 1993 | Münchener Freiheit            | Viel zu weit                              | Túl messze                                   | 18.                            | 18                             | Nem volt elődöntő | Nem volt elődöntő |
| 1994 | MeKaDo                        | Wir geben 'ne Party                       | Partit tartunk                               | 3.                             | 128                            | Nem volt elődöntő | Nem volt elődöntő |
| 1995 | Stone & Stone                 | Verliebt in Dich                          | Szeretni Téged                               | 23.                            | 1                              | Nem volt elődöntő | Nem volt elődöntő |
| 1996 | Leon                          | Blauer Planet                             | Kék bolygó                                   | Nem jutott ki a dalfesztiválra | Nem jutott ki a dalfesztiválra | Nem volt elődöntő | Nem volt elődöntő |
| 1997 | Bianca Shomburg               | Zeit                                      | Idő                                          | 18.                            | 22                             | Nem volt elődöntő | Nem volt elődöntő |
| 1998 | Guildo Horn                   | Guildo hat euch lieb!                     | Guildo szeret titeket!                       | 7.                             | 86                             | Nem volt elődöntő | Nem volt elődöntő |
| 1999 | Sürpriz                       | Reise nach Jerusalem – Kudüs'e seyahat    | Utazás Jeruzsálembe                          | 3.                             | 140                            | Nem volt elődöntő | Nem volt elődöntő |
| 2000 | Stefan Raab                   | Wadde hadde dudde da?                     | Mi van ott nálad?                            | 5.                             | 96                             | Nem volt elődöntő | Nem volt elődöntő |
| 2001 | Michelle                      | Wer Liebe lebt                            | Aki megéli a szerelmet                       | 8.                             | 66                             | Nem volt elődöntő | Nem volt elődöntő |
| 2002 | Corinna May                   | I Can't Live Without Music                | Nem tudok zene nélkül élni                   | 21.                            | 17                             | Nem volt elődöntő | Nem volt elődöntő |
| 2003 | Lou                           | Let's Get Happy                           | Legyünk boldogok                             | 11.                            | 53                             | Nem volt elődöntő | Nem volt elődöntő |
| 2004 | Max                           | Can't Wait Until Tonight                  | Nem tudok estig várni                        | 8.                             | 93                             | A Négy Nagy tagja | A Négy Nagy tagja |
| 2005 | Gracia                        | Run and Hide                              | Fuss és bújj el                              | 24.                            | 4                              | A Négy Nagy tagja | A Négy Nagy tagja |
| 2006 | Texas Lightning               | No No Never                               | Nem nem soha                                 | 14.                            | 36                             | A Négy Nagy tagja | A Négy Nagy tagja |
| 2007 | Roger Cicero                  | Frauen regier'n die Welt                  | A nők irányítják a világot                   | 19.                            | 49                             | A Négy Nagy tagja | A Négy Nagy tagja |
| 2008 | No Angels                     | Disappear                                 | Eltűnni                                      | 23.                            | 14                             | A Négy Nagy tagja | A Négy Nagy tagja |
| 2009 | Alex Swings Oscar Sings!      | Miss Kiss Kiss Bang                       | —                                            | 20.                            | 35                             | A Négy Nagy tagja | A Négy Nagy tagja |
| 2010 | Lena                          | Satellite                                 | Műhold                                       | 1.                             | 246                            | A Négy Nagy tagja | A Négy Nagy tagja |
| 2011 | Lena                          | Taken by a Stranger                       | Egy idegen vitt el                           | 10.                            | 107                            | Az Öt Nagy tagja  | Az Öt Nagy tagja  |
| 2012 | Roman Lob                     | Standing Still                            | Mozdulatlan                                  | 8.                             | 110                            | Az Öt Nagy tagja  | Az Öt Nagy tagja  |
| 2013 | Cascada                       | Glorious                                  | Pompás                                       | 21.                            | 18                             | Az Öt Nagy tagja  | Az Öt Nagy tagja  |
| 2014 | Elaiza                        | Is It Right                               | Helyes?                                      | 18.                            | 39                             | Az Öt Nagy tagja  | Az Öt Nagy tagja  |
| 2015 | Ann Sophie                    | Black Smoke                               | Fekete füst                                  | 27.                            | 0                              | Az Öt Nagy tagja  | Az Öt Nagy tagja  |
| 2016 | Jamie-Lee                     | Ghost                                     | Szellem                                      | 26.                            | 11                             | Az Öt Nagy tagja  | Az Öt Nagy tagja  |
| 2017 | Levina                        | Perfect Life                              | Tökéletes élet                               | 25.                            | 6                              | Az Öt Nagy tagja  | Az Öt Nagy tagja  |
| 2018 | Michael Schulte               | You Let Me Walk Alone                     | Hagytál egyedül sétálni                      | 4.                             | 340                            | Az Öt Nagy tagja  | Az Öt Nagy tagja  |
| 2019 | S!sters                       | Sister                                    | Testvér                                      | 25.                            | 24                             | Az Öt Nagy tagja  | Az Öt Nagy tagja  |
| 2020 | Ben Dolic                     | Violent Thing                             | Erőszakos dolog                              | Elmaradt a verseny             | Elmaradt a verseny             | Az Öt Nagy tagja  | Az Öt Nagy tagja  |
| 2021 | Jendrik                       | I Don’t Feel Hate                         | Nem érzek gyűlöletet                         | 25.                            | 3                              | Az Öt Nagy tagja  | Az Öt Nagy tagja  |
| 2022 | Malik Harris                  | Rockstars                                 | Rocksztárok                                  | 25.                            | 6                              | Az Öt Nagy tagja  | Az Öt Nagy tagja  |
| 2022 | Lord of the Lost              | Blood & Glitter                           | Vér és csillám                               | 26.                            | 18                             | Az Öt Nagy tagja  | Az Öt Nagy tagja  |
| 2024 | Isaak                         | Always on the Run                         | Állandó rohanásban                           | 12.                            | 117                            | Az Öt Nagy tagja  | Az Öt Nagy tagja  |
| 2025 | Abor & Tynna                  | Baller                                    | Lövök                                        | 15.                            | 151                            | Az Öt Nagy tagja  | Az Öt Nagy tagja  |
| 2026 |                               |                                           |                                              |                                |                                | Az Öt Nagy tagja  | Az Öt Nagy tagja  |

### Visszaléptetett indulók
| Év   | Előadó          | Dal                        | Magyar fordítás            |
| ---- | --------------- | -------------------------- | -------------------------- |
| 1976 | Tony Marshall   | Der Star                   | A csillag                  |
| 1999 | Corinna May     | Hör den Kindern einfach zu | Csak hallgass a gyerekekre |
| 2015 | Andreas Kümmert | Heart of Stone             | Kőszív                     |

## Rendezések

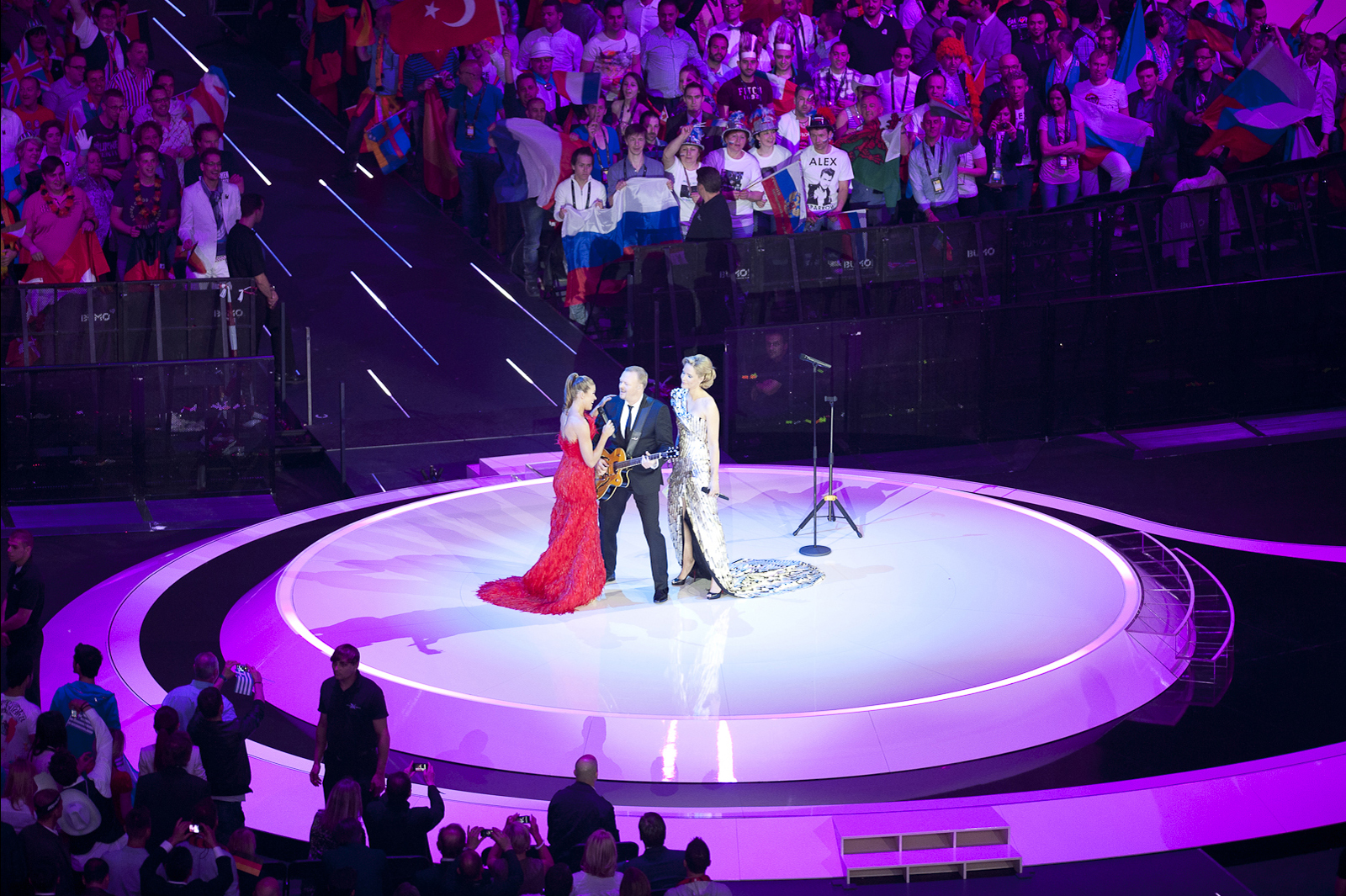
A 2011-es verseny műsorvezetői.

| Év   | Város           | Helyszín                                  | Műsorvezető(k)                           | Résztvevők |
| ---- | --------------- | ----------------------------------------- | ---------------------------------------- | ---------- |
| 1957 | Majna-Frankfurt | Großer Sendesaal des Hessischen Rundfunks | Anaïd Iplicjian                          | 10         |
| 1983 | München         | Rudi-Sedlmayer-Halle                      | Marlene Charell                          | 20         |
| 2011 | Düsseldorf      | Esprit Arena                              | Anke Engelke, Judith Rakers, Stefan Raab | 43         |

## Szavazástörténet

### 1956–2024
| Hely | Ország             | Pont |
| ---- | ------------------ | ---- |
| 1.   | Svédország         | 234  |
| 2.   | Egyesült Királyság | 205  |
| 3.   | Franciaország      | 197  |
| 4.   | Törökország        | 170  |
| 5.   | Írország           | 165  |
| 6.   | Olaszország        | 162  |
| 7.   | Norvégia           | 161  |
| 8.   | Izrael             | 161  |
| 9.   | Hollandia          | 155  |
| 10.  | Svájc              | 153  |

| Hely | Ország             | Pont |
| ---- | ------------------ | ---- |
| 1.   | Spanyolország      | 242  |
| 2.   | Svájc              | 196  |
| 3.   | Dánia              | 193  |
| 4.   | Portugália         | 187  |
| 5.   | Belgium            | 177  |
| 6.   | Írország           | 174  |
| 7.   | Egyesült Királyság | 173  |
| 8.   | Hollandia          | 172  |
| 9.   | Franciaország      | 162  |
| 10.  | Ausztria           | 158  |

Németország még sosem adott pontot a döntőben a következő országoknak: Fehéroroszország, Marokkó, Montenegró, San Marino és Szlovákia.
Németország még sosem kapott pontot a döntőben Montenegrótól.
| Németország a következő országoknak adta a legtöbb pontot az elődöntőben: \| Hely \| Ország \| Pont \| \| ---- \| ------------- \| ---- \| \| 1. \| Svédország \| 88 \| \| 2. \| Lengyelország \| 86 \| \| 3. \| Horvátország \| 63 \| \| 4. \| Románia \| 62 \| \| 5. \| Norvégia \| 59 \| \| 6. \| Izrael \| 59 \| \| 7. \| Svájc \| 56 \| \| 8. \| Szerbia \| 54 \| \| 9. \| Finnország \| 52 \| \| 10. \| Hollandia \| 51 \| |               |      |
| Hely | Ország        | Pont |
| 1. | Svédország    | 88   |
| 2. | Lengyelország | 86   |
| 3. | Horvátország  | 63   |
| 4. | Románia       | 62   |
| 5. | Norvégia      | 59   |
| 6. | Izrael        | 59   |
| 7. | Svájc         | 56   |
| 8. | Szerbia       | 54   |
| 9. | Finnország    | 52   |
| 10. | Hollandia     | 51   |

Németország még sosem adott pontot az elődöntőben a következő országoknak: Andorra, Monaco és Szlovákia

## Háttér
| Év   | Rendező           | Kommentátor                           | Pontbejelentő             |
| ---- | ----------------- | ------------------------------------- | ------------------------- |
| 1956 | Lugano            | Wolf Mittler                          | N/A                       |
| 1957 | Frankfurt am Main | Wolf Mittler                          | Joachim Fuchsberger       |
| 1958 | Hilversum         | Wolf Mittler                          | Claudia Doren             |
| 1959 | Cannes            | Elena Gerhard                         | Hans-Joachim Rauschenbach |
| 1960 | London            | Wolf Mittler                          | Hans-Joachim Rauschenbach |
| 1961 | Cannes            | Wolf Mittler                          | Heinz Schenk              |
| 1962 | Luxembourg        | Ruth Kappelsberger                    | Klaus Havenstein          |
| 1963 | London            | Hans-Joachim Rauschenbach             | Werner Veigel             |
| 1964 | Koppenhága        | Hermann Rockmann                      | Lia Wöhr                  |
| 1965 | Nápoly            | Hermann Rockmann                      | Lia Wöhr                  |
| 1966 | Luxembourg        | Hans-Joachim Rauschenbach             | Werner Veigel             |
| 1967 | Bécs              | Hans-Joachim Rauschenbach             | Karin Tietze-Ludwig       |
| 1968 | London            | Hans-Joachim Rauschenbach             | Hans-Otto Grünefeldt      |
| 1969 | Madrid            | Hans-Joachim Rauschenbach             | Hans-Otto Grünefeldt      |
| 1970 | Amszterdam        | Marie-Louise Steinbauer               | Hans-Otto Grünefeldt      |
| 1971 | Dublin            | Hanns Verres                          | Nem volt                  |
| 1972 | Edinburgh         | Hanns Verres                          | Nem volt                  |
| 1973 | Luxembourg        | Hanns Verres                          | Nem volt                  |
| 1974 | Brighton          | Werner Veigel                         | Hanns-Joachim Friedrichs  |
| 1975 | Stockholm         | Werner Veigel                         | N/A                       |
| 1976 | Hága              | Werner Veigel                         | Wilhelm Stöck             |
| 1977 | London            | Werner Veigel                         | Wilhelm Stöck             |
| 1978 | Párizs            | Werner Veigel                         | Ute Verhoolen             |
| 1979 | Jeruzsálem        | Ado Schlier és Gabi Schnelle          |                           |
| 1980 | Hága              | Ado Schlier                           | N/A                       |
| 1981 | Dublin            | Ado Schlier                           | N/A                       |
| 1982 | Harrogate         | Ado Schlier                           | N/A                       |
| 1983 | München           | Ado Schlier                           | Carolin Reiber            |
| 1984 | Luxembourg        | Ado Schlier                           | Ruth Kappelsberger        |
| 1985 | Göteborg          | Ado Schlier                           | Christoph Deumling        |
| 1986 | Bergen            | Ado Schlier                           | Christoph Deumling        |
| 1987 | Brüsszel          | Christoph Deumling éd Lotti Ohnesorge | Gabi Schnelle             |
| 1988 | Dublin            | Nicole, Claus-Erich Boetzkes          | Lotti Ohnesorge           |
| 1989 | Lausanne          | Thomas Gottschalk                     | Gabi Schnelle             |
| 1990 | Zágráb            | Fritz Egner                           | Gabi Schnelle             |
| 1991 | Róma              | Max Schautzer                         | Christian Eckhardt        |
| 1992 | Malmö             | Jan Hofer                             | Carmen Nebel              |
| 1993 | Millstreet        | Jan Hofer                             | Carmen Nebel              |
| 1994 | Dublin            | Jan Hofer                             | Carmen Nebel              |
| 1995 | Dublin            | Horst Senker                          | Carmen Nebel              |
| 1996 | Oslo              | Ulf Ansorge                           | Nem vettek részt          |
| 1997 | Dublin            | Peter Urban                           | Christina Mänz            |
| 1998 | Birmingham        | Peter Urban                           | Nena                      |
| 1999 | Jeruzsálem        | Peter Urban                           | Renan Demirkan            |
| 2000 | Stockholm         | Peter Urban                           | Axel Bulthaupt            |
| 2001 | Koppenhága        | Peter Urban                           | Axel Bulthaupt            |
| 2002 | Tallinn           | Peter Urban                           | Axel Bulthaupt            |
| 2003 | Riga              | Peter Urban                           | Axel Bulthaupt            |
| 2004 | Isztambul         | Peter Urban                           | Thomas Anders             |
| 2005 | Kijev             | Peter Urban                           | Thomas Hermanns           |
| 2006 | Athén             | Peter Urban                           | Thomas Hermanns           |
| 2007 | Helsinki          | Peter Urban                           | Thomas Hermanns           |
| 2008 | Belgrád           | Peter Urban                           | Thomas Hermanns           |
| 2009 | Moszkva           | Tim Frühling                          | Thomas Anders             |
| 2010 | Oslo              | Peter Urban                           | Hape Kerkeling            |
| 2011 | Düsseldorf        | Peter Urban                           | Ina Müller                |
| 2012 | Baku              | Peter Urban                           | Anke Engelke              |
| 2013 | Malmö             | Peter Urban                           | Lena Meyer-Landrut        |
| 2014 | Koppenhága        | Peter Urban                           | Helene Fischer            |
| 2015 | Bécs              | Peter Urban                           | Barbara Schöneberger      |
| 2016 | Stockholm         | Peter Urban                           | Barbara Schöneberger      |
| 2017 | Kijev             | Peter Urban                           | Barbara Schöneberger      |
| 2018 | Lisszabon         | Peter Urban                           | Barbara Schöneberger      |
| 2019 | Tel-Aviv          | Peter Urban                           | Barbara Schöneberger      |
| 2021 | Rotterdam         | Peter Urban                           | Barbara Schöneberger      |
| 2022 | Torino            | Peter Urban                           | Barbara Schöneberger      |
| 2023 | Liverpool         | Peter Urban                           | Elton                     |
| 2024 | Malmö             | Thorsten Schorn                       | Ina Müller                |
| 2025 | Bázel             | Thorsten Schorn                       | Michael Schulte           |
| 2026 | Bécs              |                                       |                           |

## Díjak

### Barbara Dex-díj
| Év   | Előadó      | Dal                   | Eredmény az Eurovízión | Eredmény az Eurovízión | Helyszín   |
| Év   | Előadó      | Dal                   | Helyezés               | Pontszám               | Helyszín   |
| ---- | ----------- | --------------------- | ---------------------- | ---------------------- | ---------- |
| 1998 | Guildo Horn | Guildo hat euch lieb! | 9.                     | 86                     | Birmingham |

## Galéria

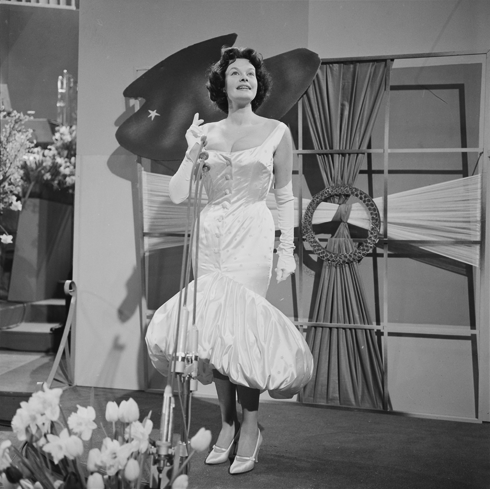
Margot Hielscher Hilversumban (1958)
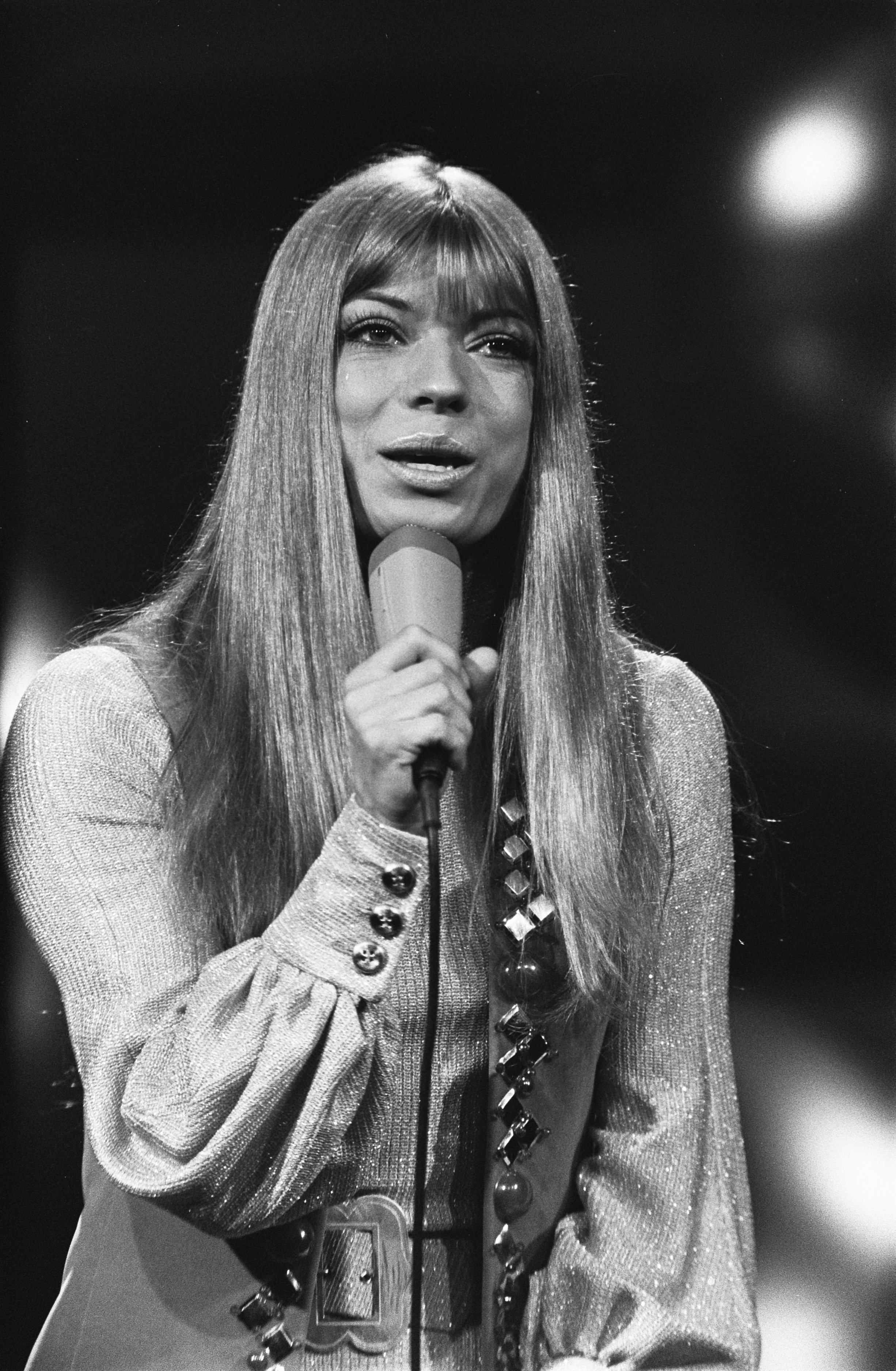
Katja Ebstein Amszterdamban (1970)
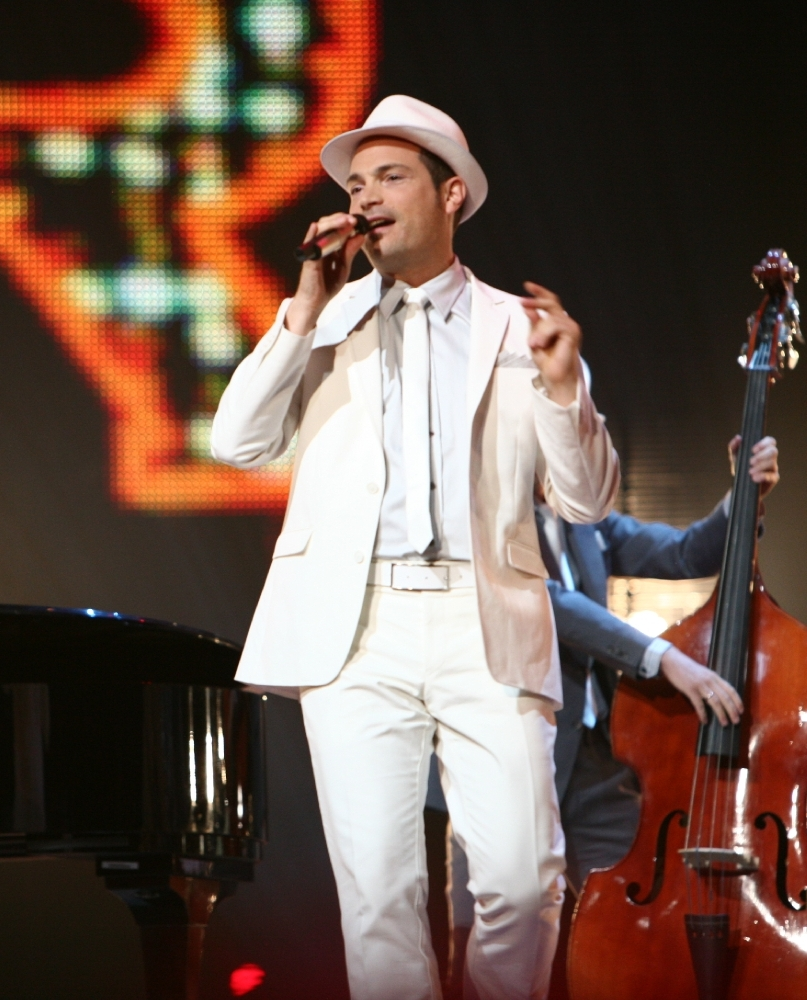
Roger Cicero  Helsinkiben (2007)
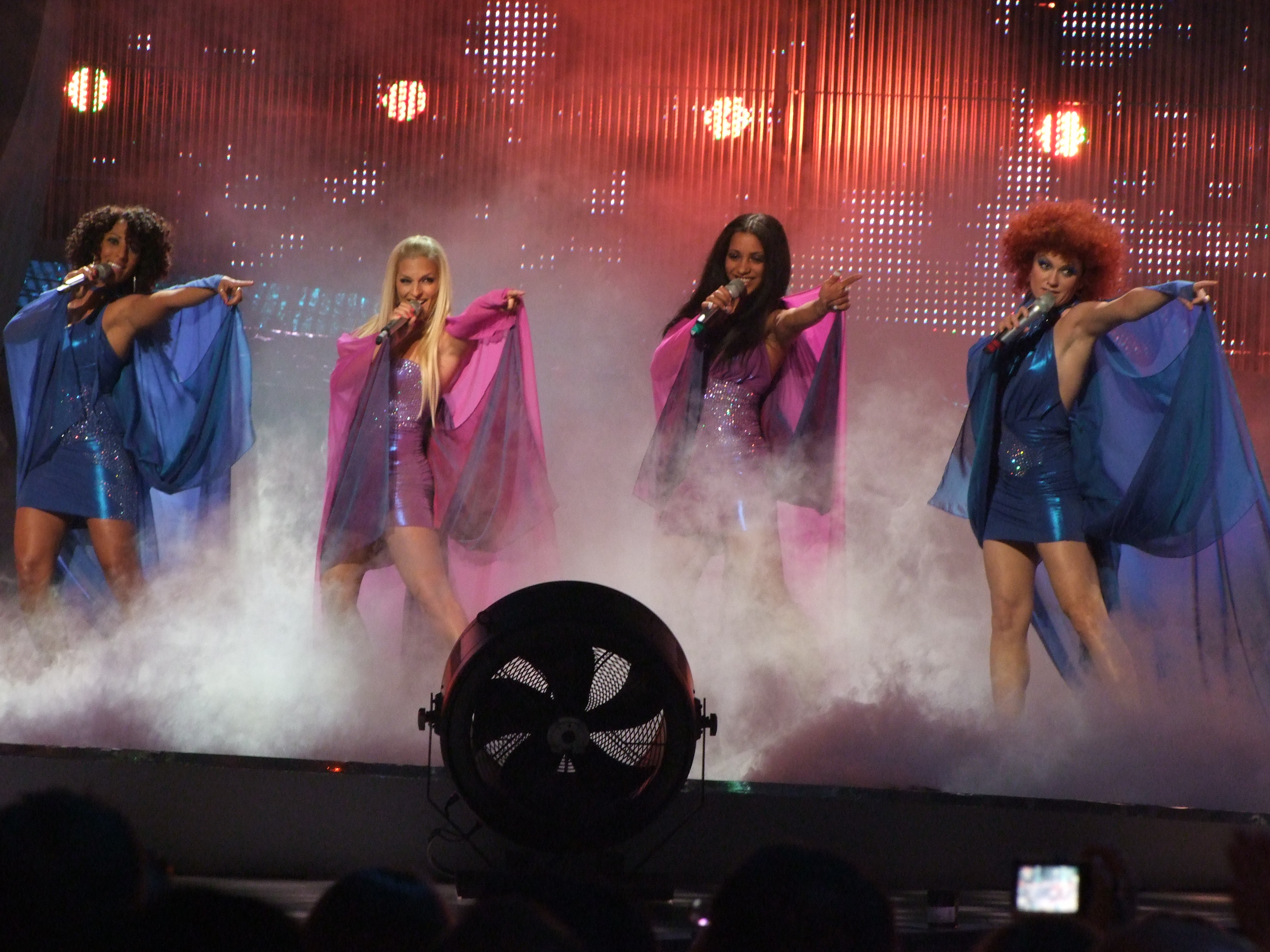
A No Angels Belgrádban (2008)
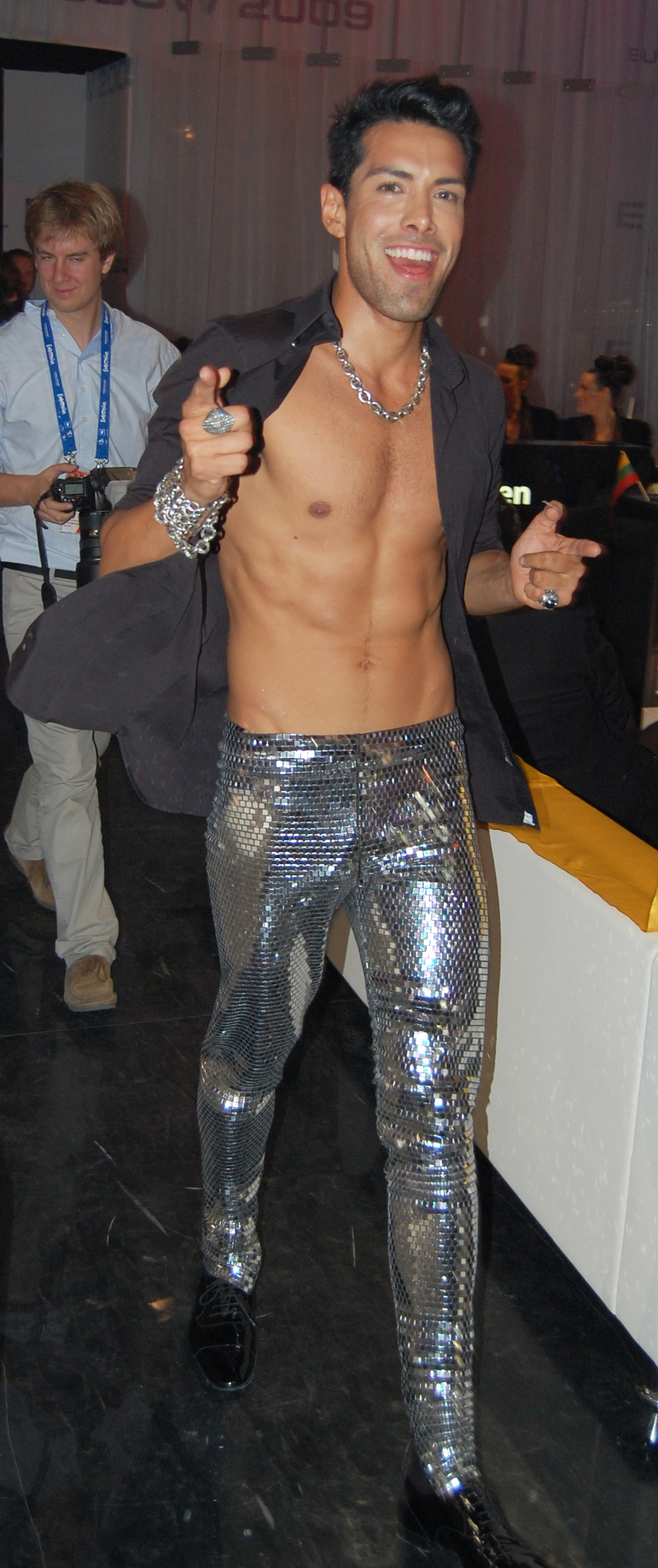
Az Alex Swings Oscar Sings! Moszkvában (2009)
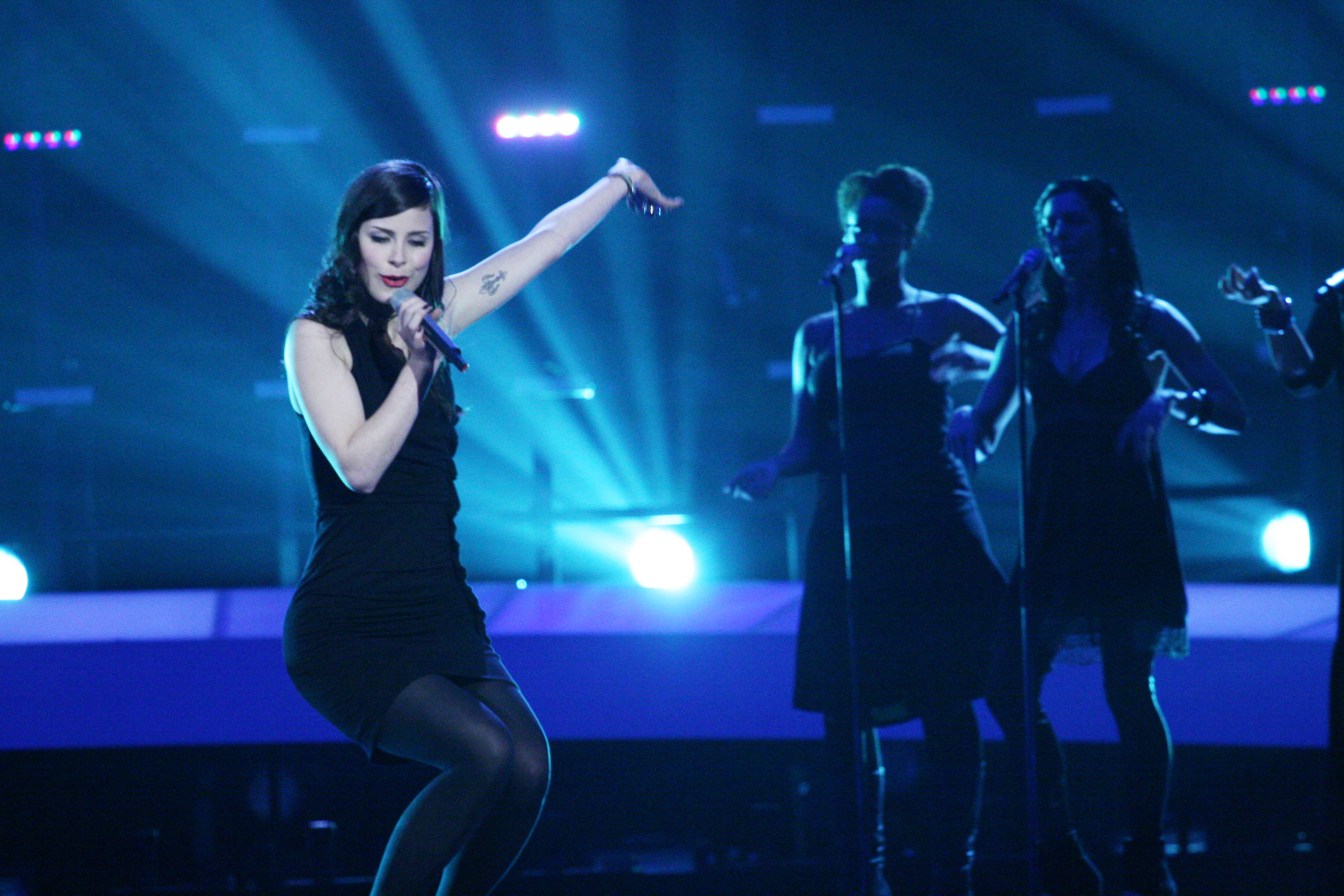
Lena Oslóban (2010)
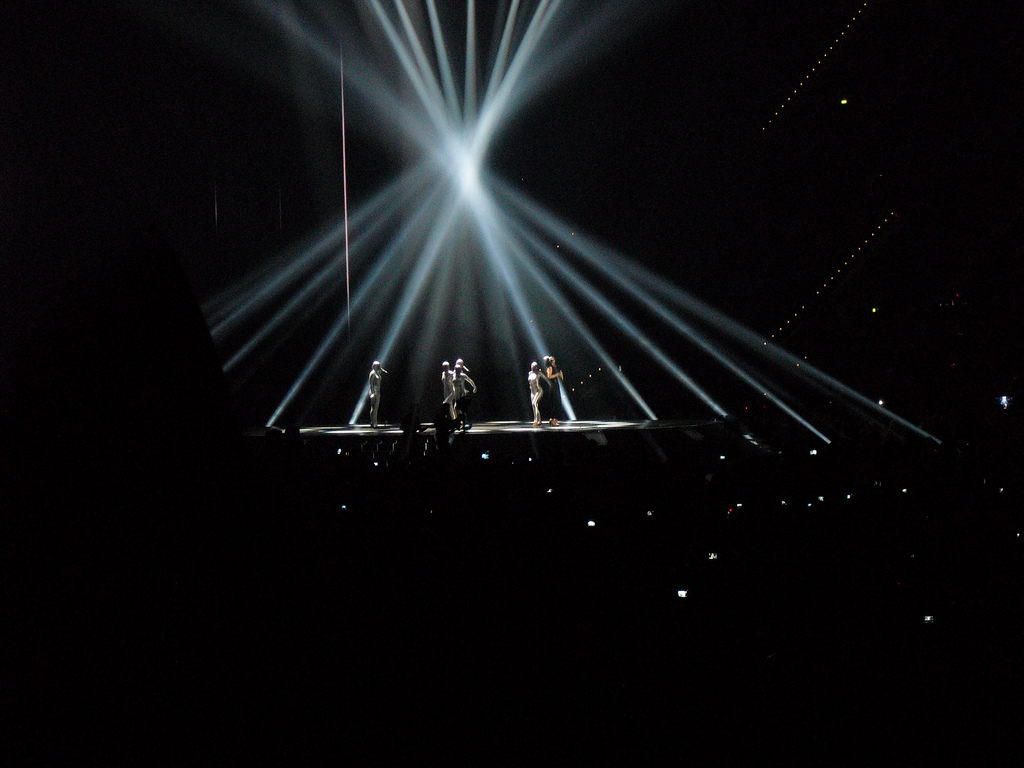
Lena Düsseldorfban (2011)
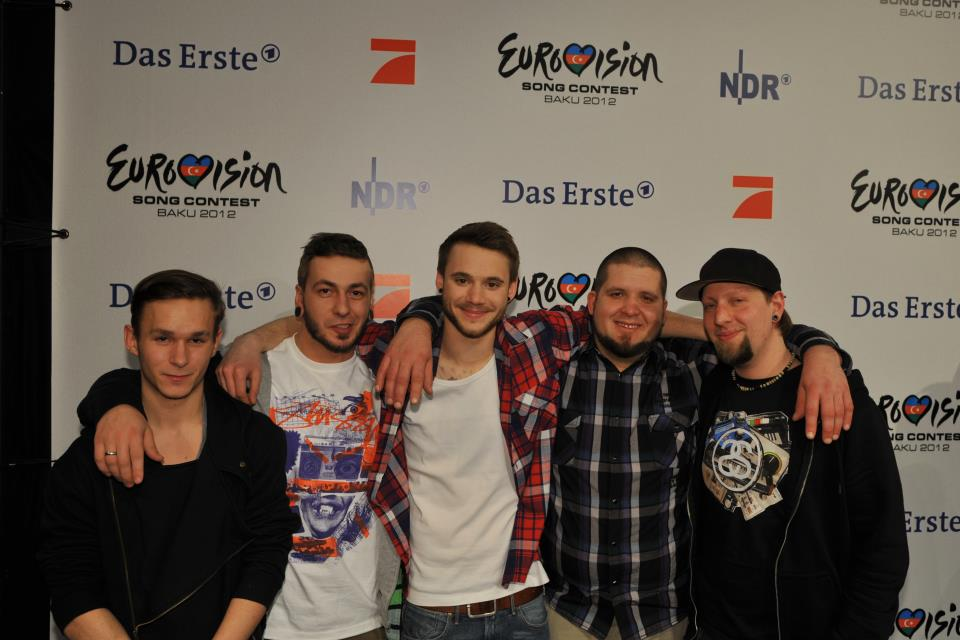
Roman Lob Bakuban (2012)
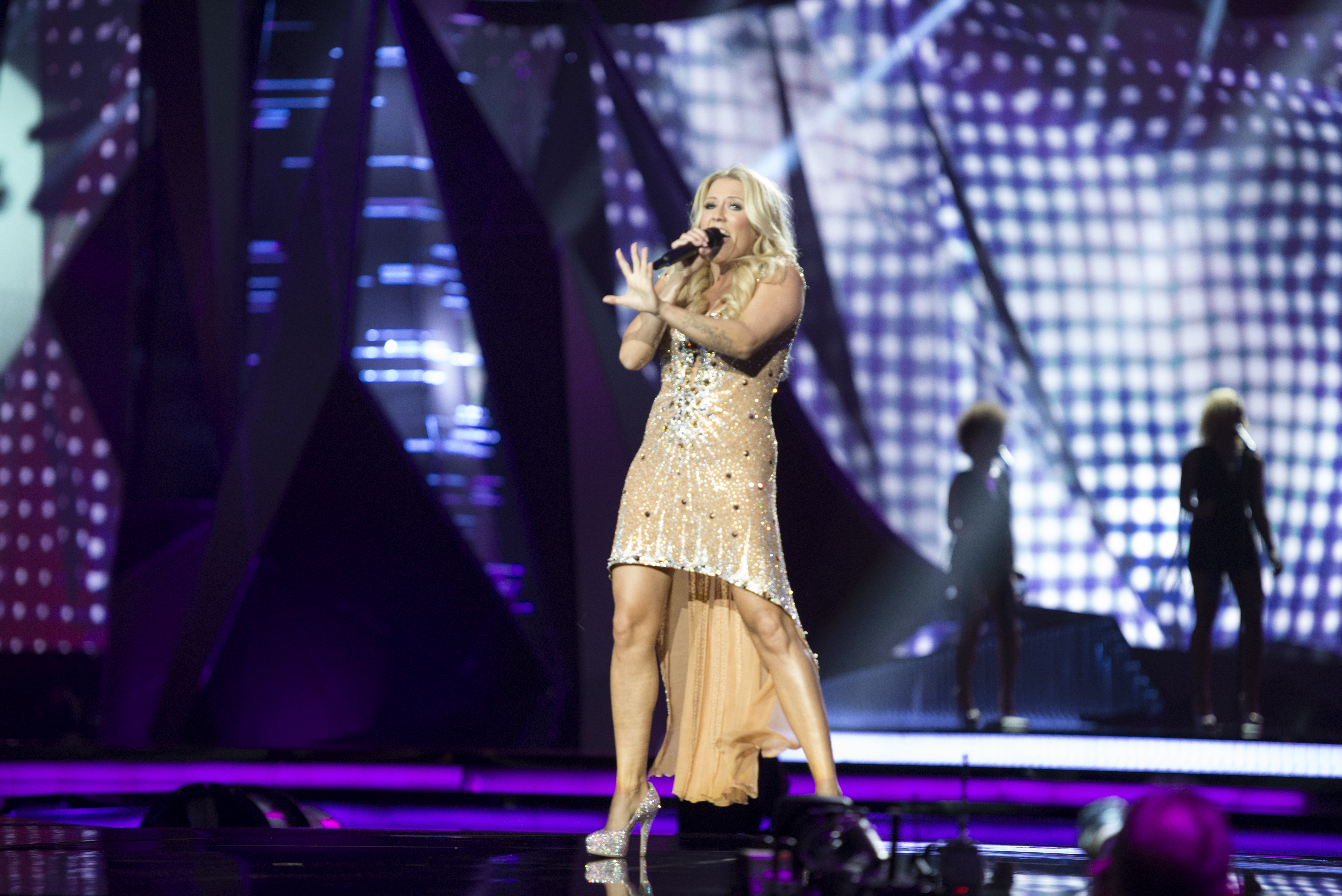
Cascada Malmöben (2013)
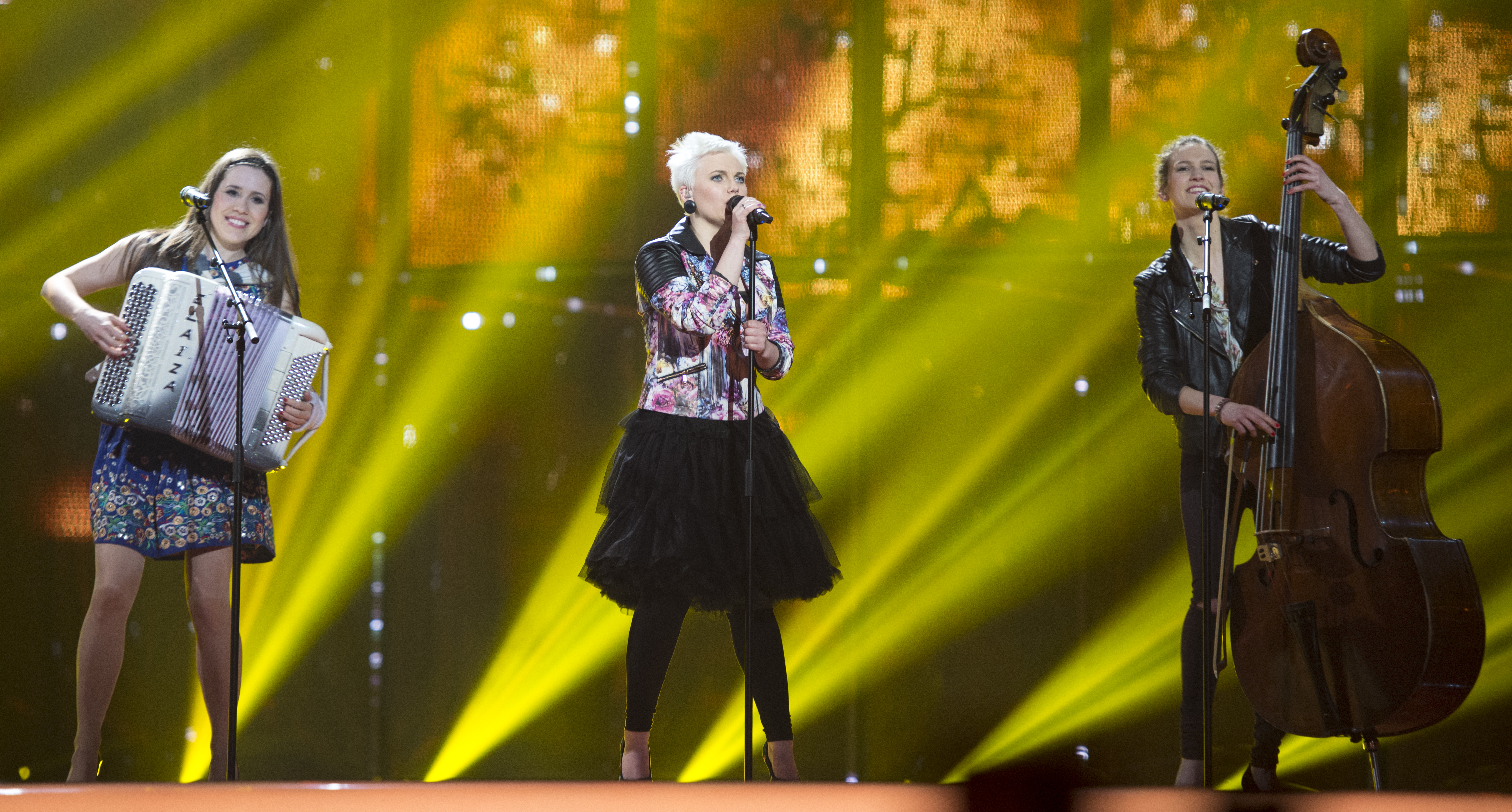
Elaiza Koppenhágában (2014)
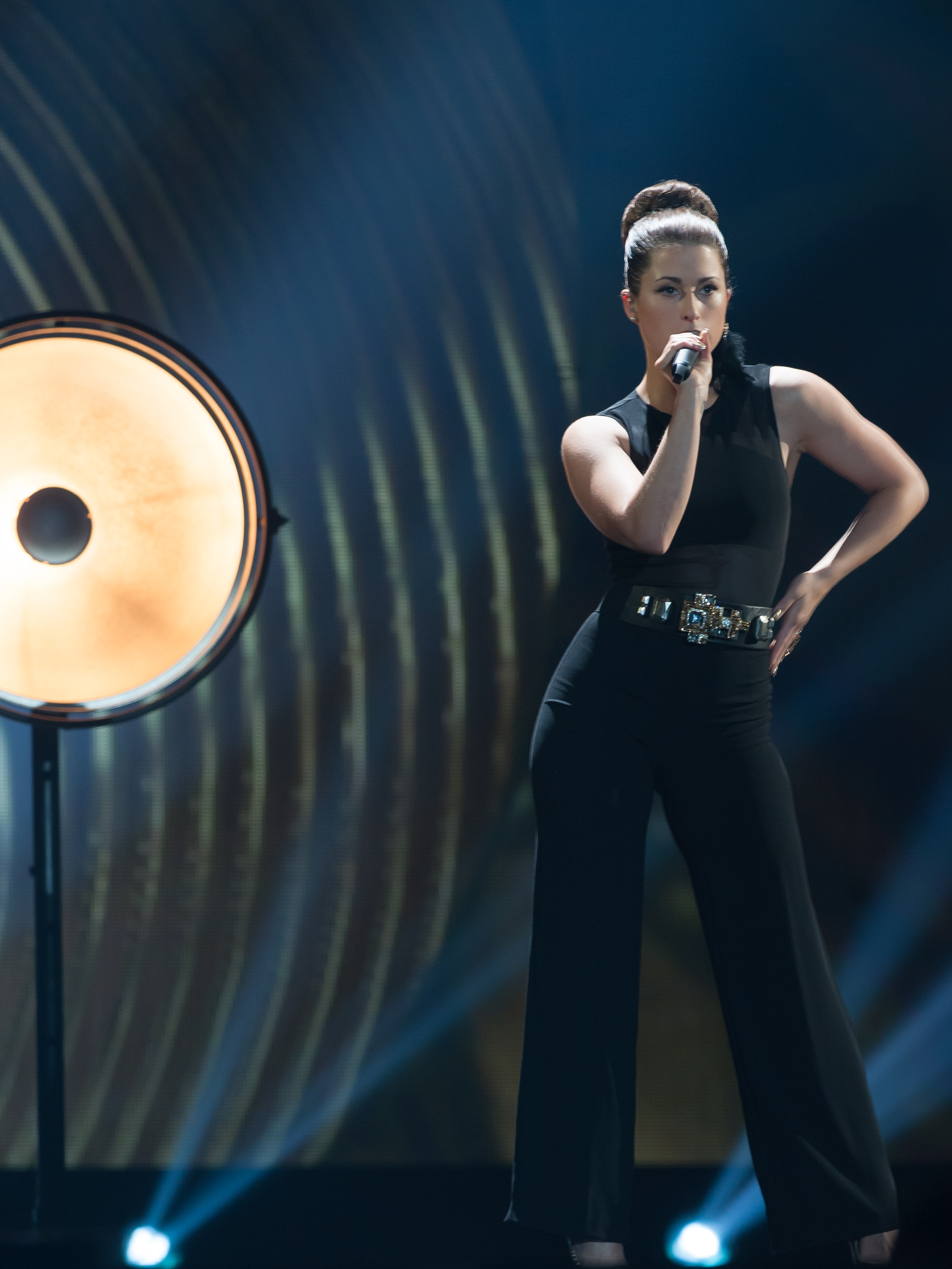
Ann Sophie Bécsben (2015)
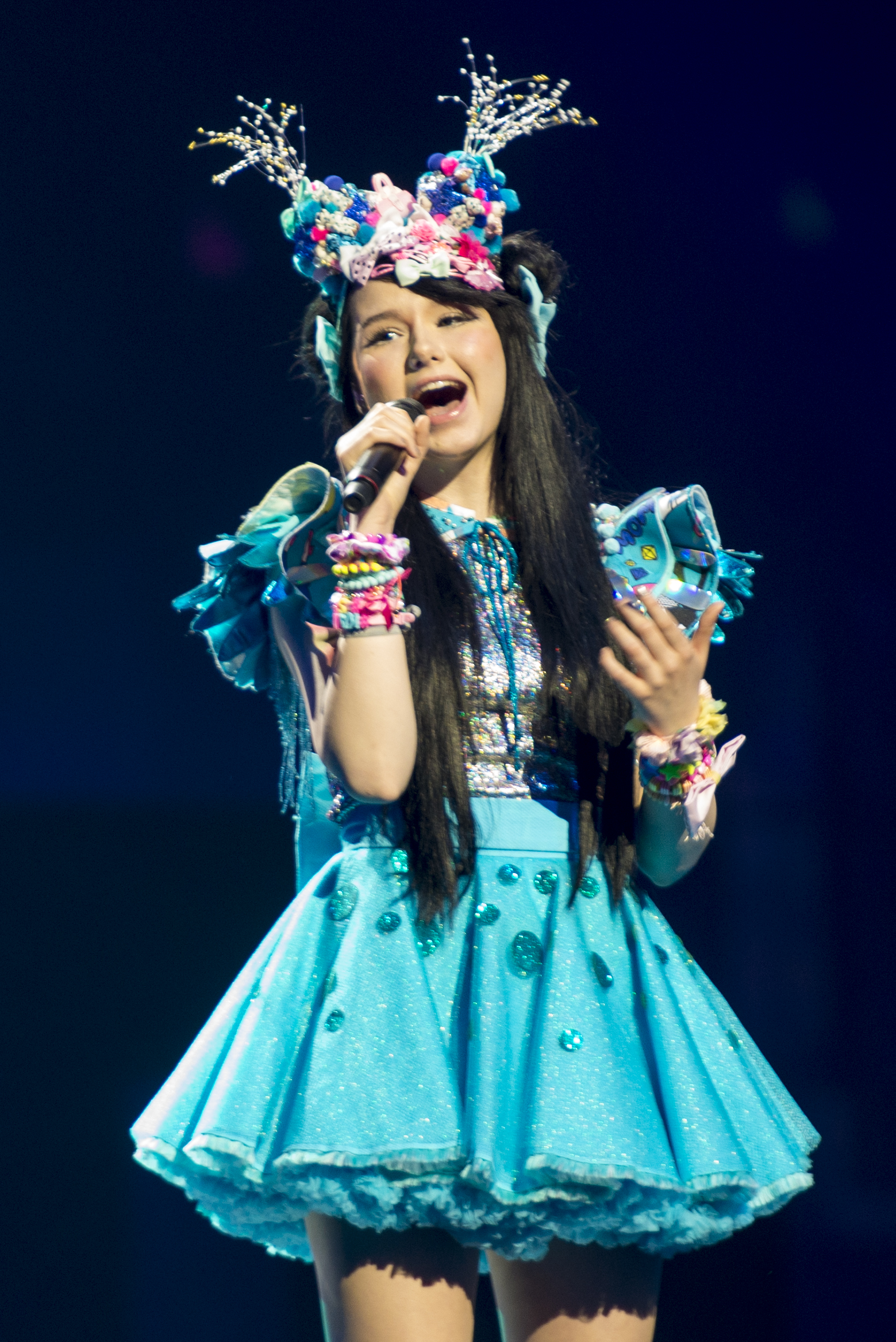
Jamie-Lee Stockholmban (2016)
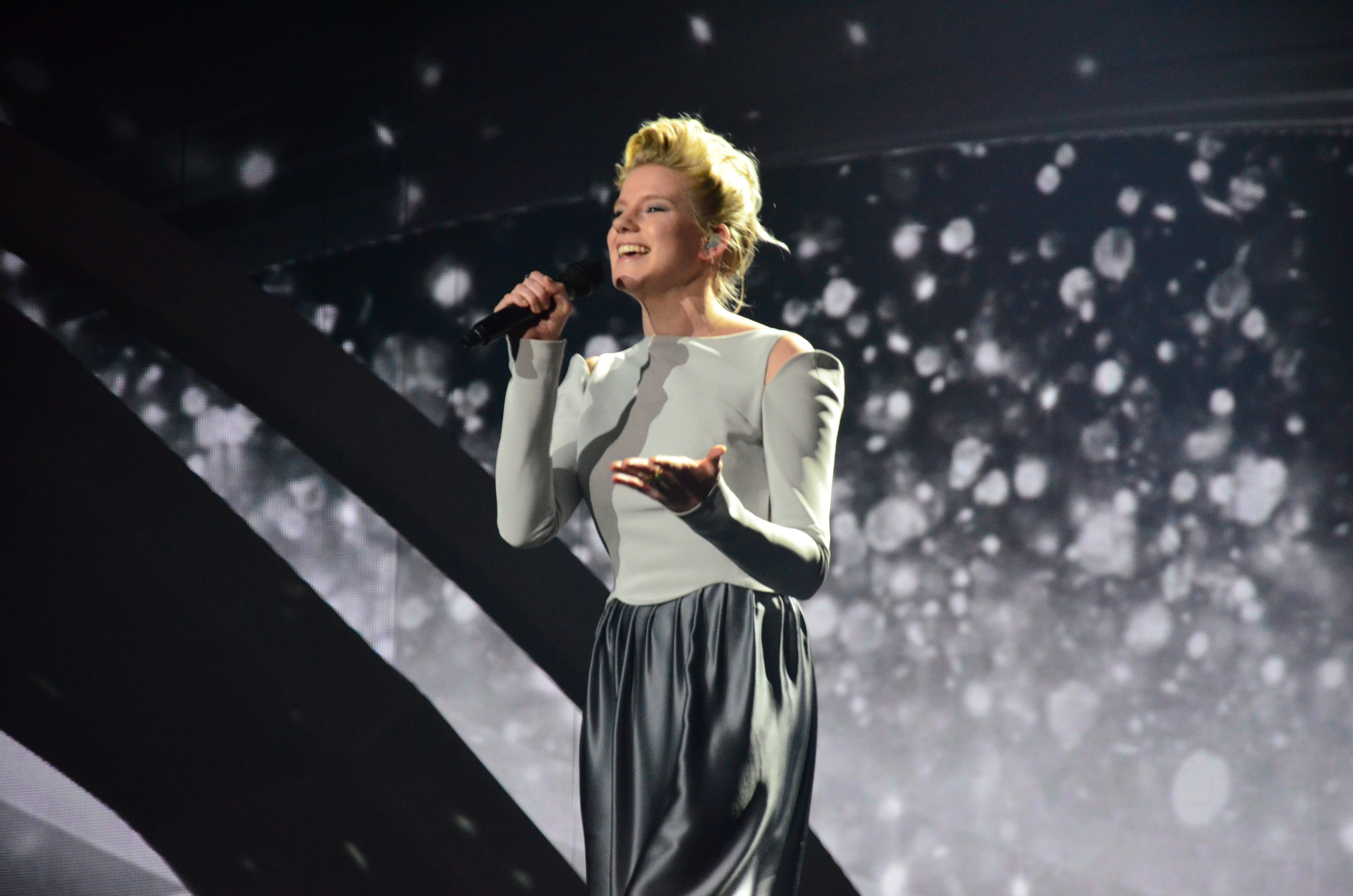
Levina Kijevben (2017)
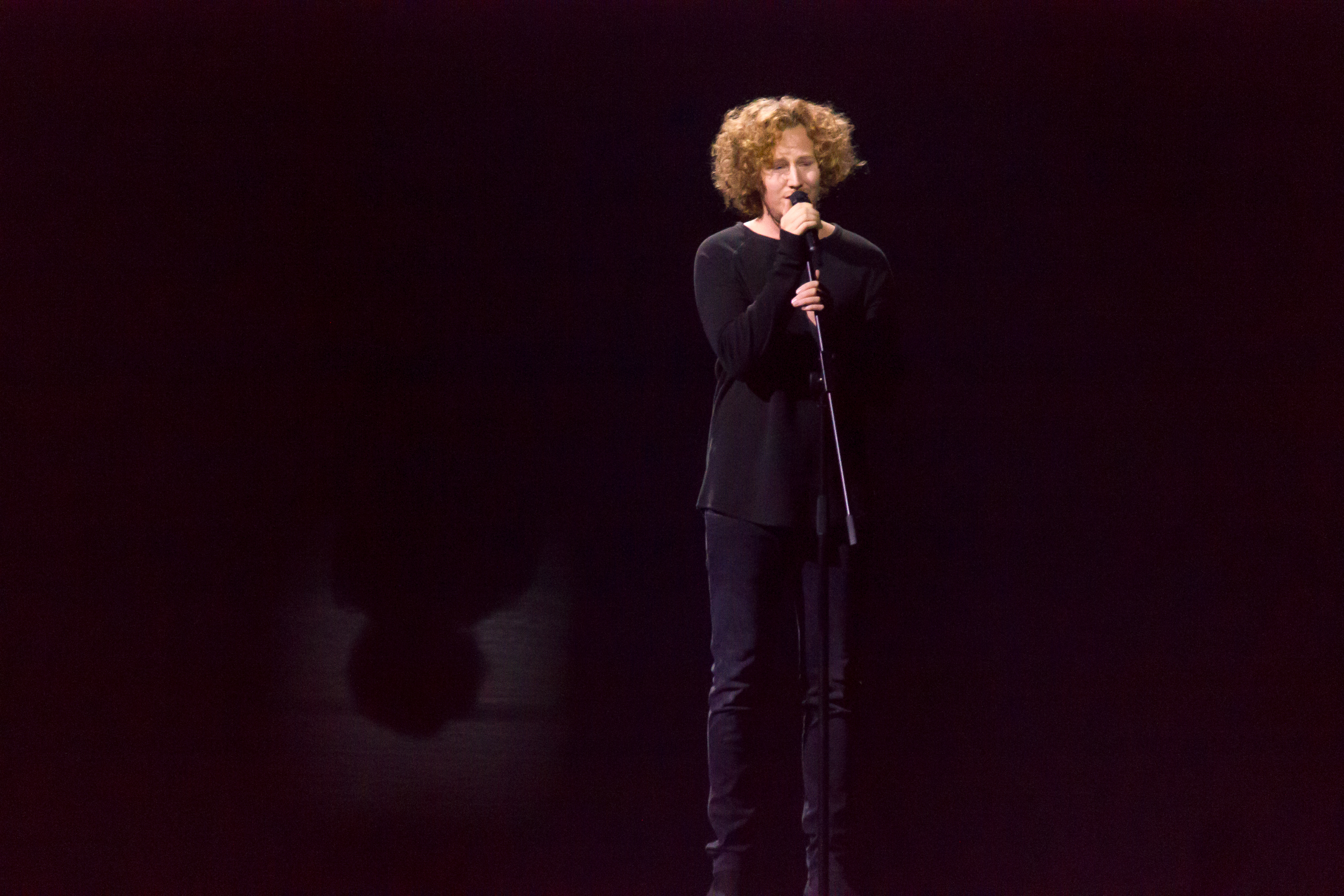
Michael Schulte Lisszabonban (2018)
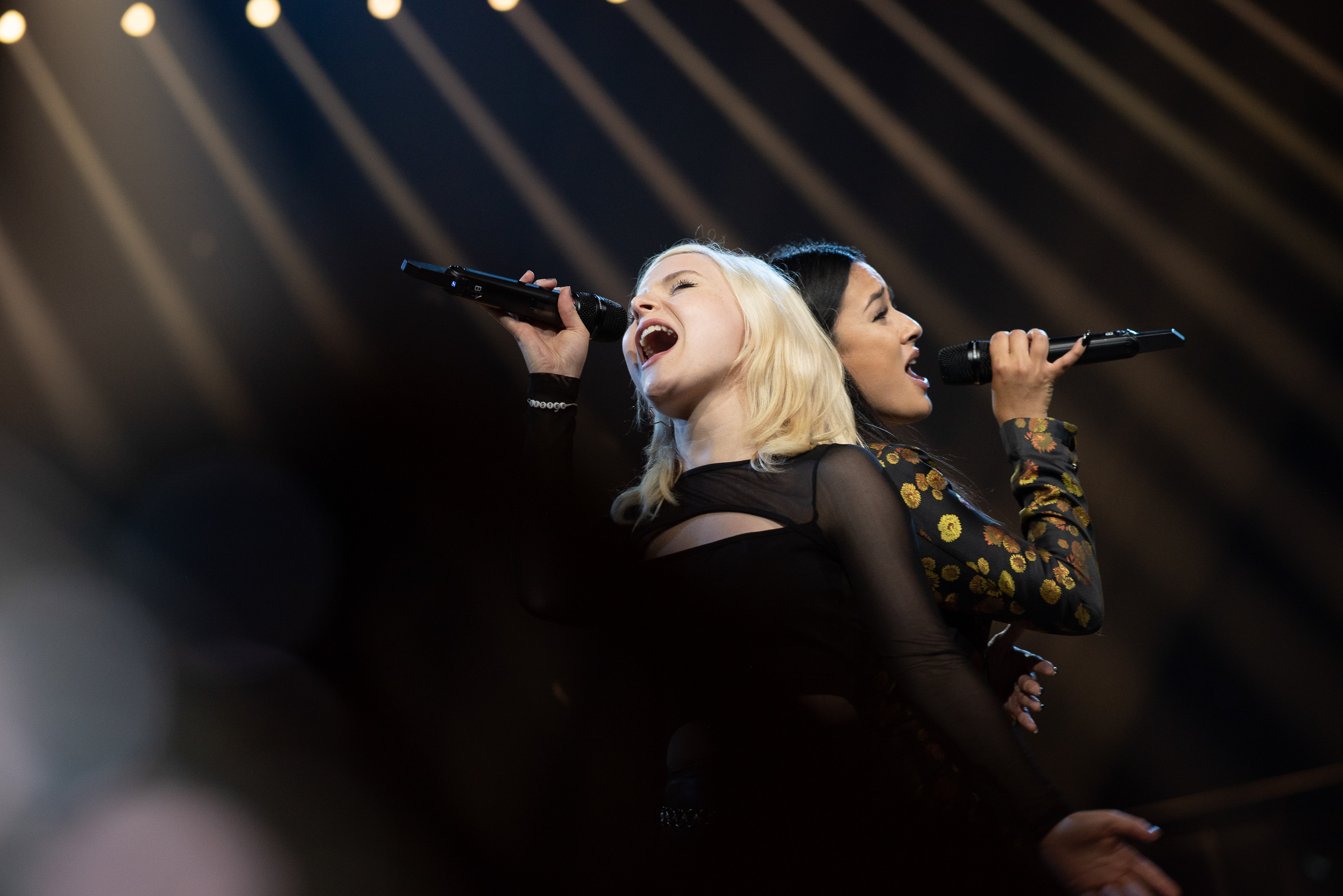
A S!sters Tel-Avivban (2019)
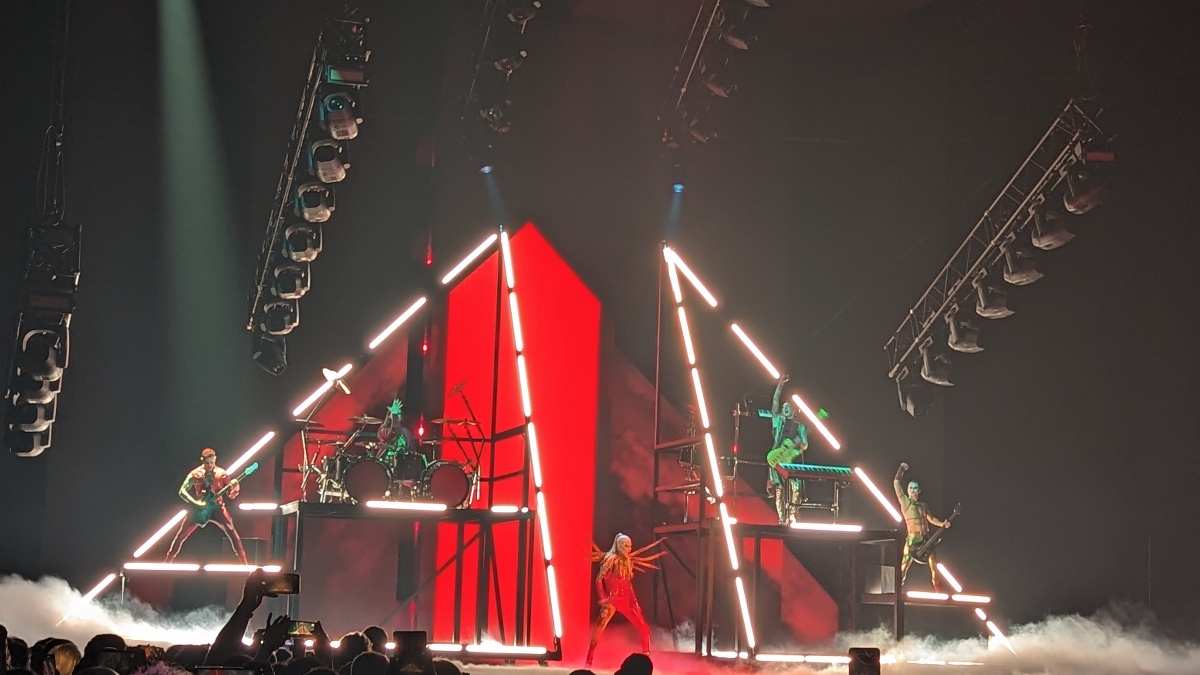
A Lord of the Lost Liverpoolban (2023)
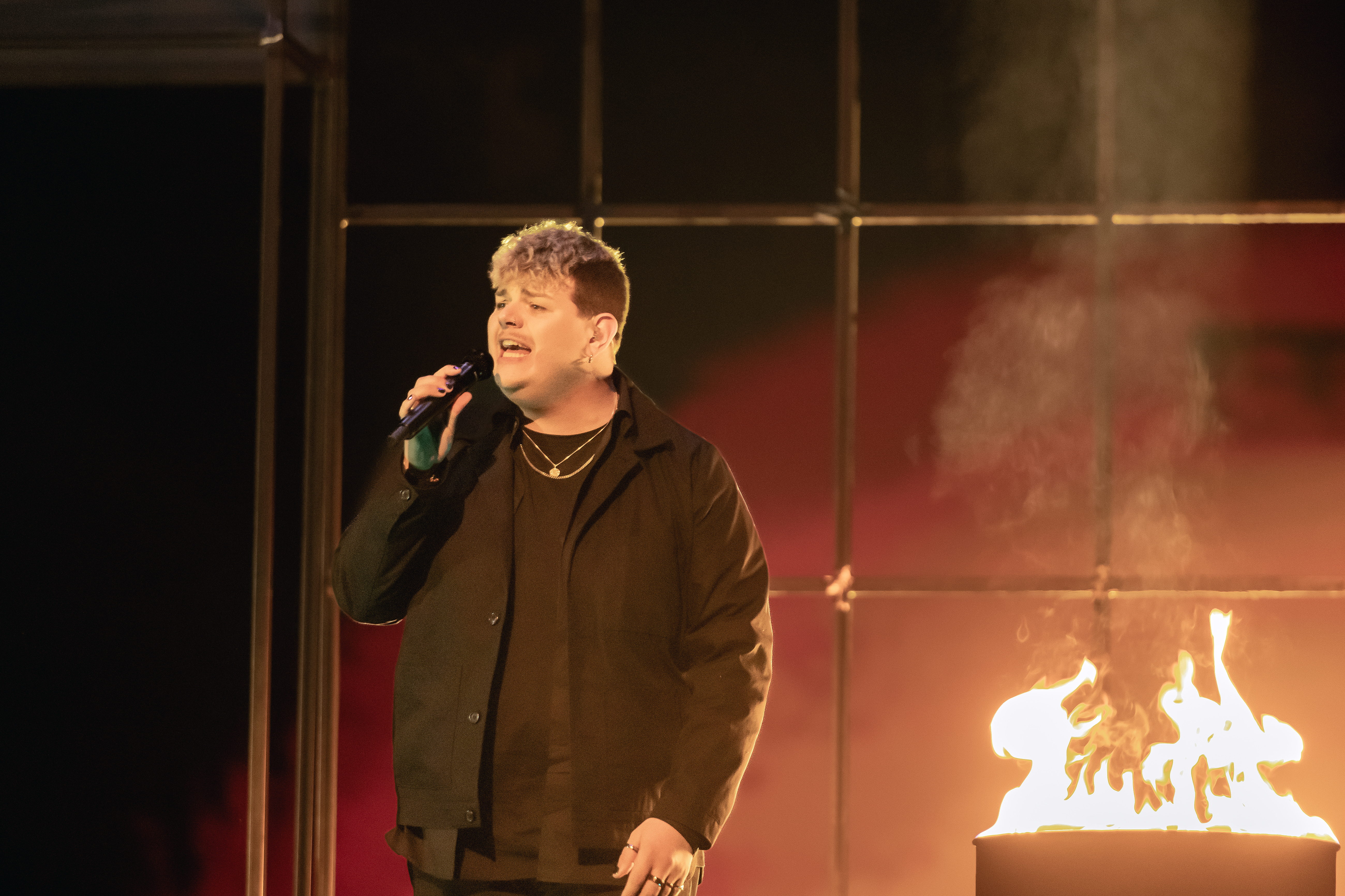
Isaak Malmőben (2024)
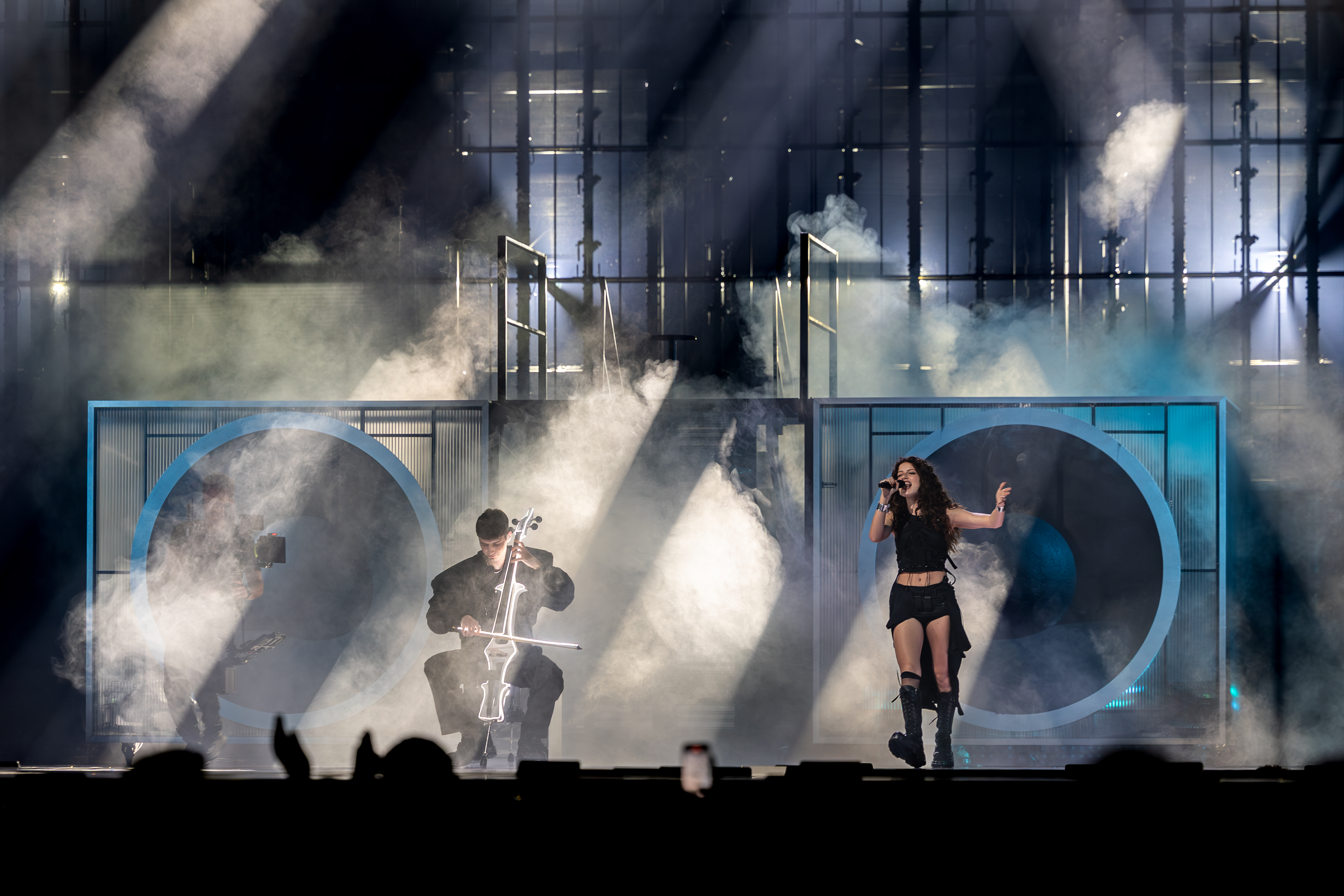
Abor & Tynna Bázelben (2025)

## Lásd még
- Németország a Junior Eurovíziós Dalfesztiválokon